# Bröderna Östermans huskors (film, 1932)
Bröderna Östermans huskors är en svensk dramafilm från 1932 i regi av Thure Alfe

## Om filmen
Filmen premiärvisades 10 september 1932 på biograferna Imperial och Olympia i Stockholm. Inspelningen av filmen utfördes vid filmateljén i Segeltorp med exteriörer från Långsjön och Skeppsdal i Roslagen av Adrian Bjurman. 
Som förlaga till filmen har man Oscar Wennerstens pjäs Bröderna Östermans huskors som uruppfördes på Folkets Hus Teater i Stockholm 1913. 
Pjäsen har varit förlaga till ytterligare fyra filmer, två i Sverige och två i Danmark. De svenska filmerna har samma titel medan John Iversen och Ole Berggreens film från 1943 fick titeln En Pige uden Lige och Lau Lauritzens film från 1967 gavs titeln Mig og min Lillebror. Filmen saknas i filmarkiven och antas vara förlorad.

## Rollista
- Carl Deurell – Lars Österman
- Hugo Jacobson – Kalle Österman
- Artur Rolén – Nils Österman
- Frida Sporrong – Huskorset Anna Söderberg
- Nils Jacobsson – Axel Olsson
- Solveig Hedengran – Ella Olsson
- Emmy Albiin – Mor Olsson
- Eric Engstam – Westman
- Edla Rothgardt – Helena Westman

## Musik i filmen
- Från tös till tös kompositör och text Einar Böckertz
- Kovan kommer, kovan går (Gesällvisa), text Emil Norlander
- Litet bo jag sätta vill kompositör och text Elias Sehlstedt
- Marsch till festplatsen kompositör och text Birger Sjöberg
- Mitt hem bland skären kompositör och text Ejnar Westling
- Ungdom och fägring kompositör Einar Böckertz, text Ejnar Westling
- Upp med fanan kompositör Lars August Lundh
- Varje liten blomma kompositör och text Ejnar Westling
- Vi gå över daggstänkta berg kompositör Edwin Ericson efter gånglåt från Hälsingland, text Olof Thunman